# Кемп Окаванго (аэропорт)
Аэропорт Кемп Окаванго (ИКАО: FBCO) это частный аэропорт, который находится в Кемп-Окаванго, Ботсвана.

## Характеристики
Аэропорт находится на высоте 3150 футов (960 м) над среднем уровнем моря.
У него есть одна взлётно-посадочная полоса номер 13/31 с травяным покрытием, длинной 878 м.